# Common Public License
Common Public License (CPL acrònim anglès) és una llicència de programari de caràcter obert i gratuït publicada per l'empresa IBM per al seu programari. La Free Software Foundation i l'Open Source Initiative van aprovar els tèrmes de llicència de la CPL.

## Definició
- CPL té com a objectiu encoratjar el codi obert però també poder-la combinar amb d'altres tipus de llicències fins i tot les propietàries.
- Igualment que GNU General Public License, cal deixar també obert el codi un cop modificat.